# Sydyemen
Sydyemen (officielt Demokratiske Folkerepublik Yemen) var i perioden 1967–1990 en socialistisk stat på den Arabiske Halvø, omfattende de sydlige og østlige provinser af det nuværende Yemen, inklusive øen Socotra. Tidligere havde området været flere britiske protektorater. Sydyemens naboer var Nordyemen mod nordvest, Saudi-Arabien mod nord og Oman mod øst. Mod syd var Det Arabiske Hav. Syd- og Nordyemen blev forenet til Yemen i 1990.